# العد التنازلي (فلم 2000)
العد التنازلي ، أو عد تنازلي..عد تصاعدي هو فيلمٌ عراقيٌ أُنتج عام 2000،
أخرجه محمد شكري جميل.

## قصة الفيلم
يتناول الفيلم سيرة الرئيس العراقي صدام حسين.

## إنتاج الفيلم
كان يجري تصوير الفيلم في نهاية عام 1999، وأُنجز في مايو 2000.

## منع الفيلم
لم يُسمح بعرض الفيلم، أسوةً بفيلمٍ عراقيٍ آخر هو حفر الباطن. وقال البعض أن سبب المنع هذا الفيلم أنه لم يعجب الرئيس صدام حسين، وقال البعض الآخر أن السبب هو انتقاد الفيلم للنظام الدكتاتوري، والاحتمال الأول هو الأقرب.

## وصلات خارجية
- العد التنازلي على موقع قاعدة بيانات الأفلام العربية

## مصدر
1. 1 2 3 4  السينما العراقية تنتج 100 فيلم خلال عمرها نسخة محفوظة 2025-01-19 على موقع واي باك مشين.
2. 1 2 3  حال السينما بعد عام 2003: العراق: أفلام كثيرة وجوائز عالمية في غياب الدعم الحكومي وصالات العرض نسخة محفوظة 2020-10-29 على موقع واي باك مشين.
3. 1 2 3  واقعها مؤلم في ظل الحصار، 51 عاما على انطلاقة السينما العراقية
4. 1 2  "أطول الأيام في التاريخ": الفيلم العراقي ال101
5. 1 2  احتفاءً بالمخرج محمد شكري جميل وبعطائه السينمائي / غالي العطواني نسخة محفوظة 2025-02-13 على موقع واي باك مشين.
6. ↑  محمد شكري جميل... عرّاب السينما العراقية
7. ↑  مسيرة نصف قرن من السينما العراقية بالأرقام والأسماء والجوائز نسخة محفوظة 2025-04-13 على موقع واي باك مشين.